# Juglanina
Juglanina – organiczny związek chemiczny z grupy flawonoidów wyodrębniony z Juglans regia. Glikozyd ten występuje także w Foeniculum vulgare, Speranskia tuberculata, Rodgersia podophylla, Sorbaria sorbifolia, Lespedeza cuneata, Rosa rugosa i rodzinie Tamarix. Jest inhibitorem reduktazy aldozowej. Ma także właściwości antyhepatotoksyczne i antyoksydacyjne.